# Miletus hieropous
Miletus hieropous är en fjärilsart som beskrevs av Hans Fruhstorfer 1915. Miletus hieropous ingår i släktet Miletus och familjen juvelvingar. Inga underarter finns listade i Catalogue of Life.